# Parafia Narodzenia Najświętszej Maryi Panny w Chłopkowie
Parafia pw. Narodzenia Najświętszej Maryi Panny w Chłopkowie – rzymskokatolicka parafia należąca do dekanatu Sarnaki, diecezji drohiczyńskiej, metropolii białostockiej.

## Historia
Unicka parafia pw. Wniebowzięcia Najświętszej Maryi Panny w Chłopkowie powstała na przełomie XVI i XVII wieku. Jej fundatorem był Mikołaj Kiszka h. Dąbrowa (ok. 1565–1620), starosta drohicki (1588–1620). 
Po kasacie unii parafia unicka w Chłopkowie w 1875 roku została zamieniona na prawosławną. W 1890 roku z nakazu władz carskich rozebrano dotychczasową drewnianą świątynię. Na jej miejscu w tymże roku wzniesiono – staraniem duchowieństwa prawosławnego – nową, murowaną cerkiew w stylu bizantyjskim.
W 1918 roku świątynia w Chłopkowie została rewindykowana katolikom i rekoncyliowana. Obecna parafia została założona 27 marca 1920 roku. 

## Działalność parafialna
Parafia prowadzi księgi chrztów: od 1759 r., małżeństw: od 1920 r. oraz zmarłych: od 1920 r.

## Obszar parafii
W granicach parafii znajdują się miejscowości:
- Chłopków,
- Chłopków-Kolonia,
- Kolonia Stare Litewniki,
- Ogrodniki
- Stare Litewniki

Proboszcz z Chłopkowa obsługuje również Rektorat Matki Bożej Nieustającej Pomocy w Nowych Litewnikach.

## Msze Święte i nabożeństwa
Odpusty w parafii:
- Najświętszego Serca Pana Jezusa
- Wniebowzięcia Najświętszej Maryi Panny